# Musée Viktor-Kossenko
 (février 2022).
Le musée Viktor-Kossenko est un musée situé à Kiev en Ukraine, commémorant la vie de Viktor Kossenko, musicien du début du XXe siècle. Le musée est ouvert à sa mort en 1938, et est installé dans le bâtiment où il a vécu ses derniers mois du 11 mai au 3 octobre 1938.
Le bâtiment est aussi utilisé par l'Union locale des Compositeurs pour y organiser des concerts et des conférences.